# Hyperolius viridis
Hyperolius viridis és una espècie de granota de la família dels hiperòlids que viu a Tanzània i, possiblement també, a la República Democràtica del Congo, Malawi i Zàmbia.
Està amenaçada d'extinció per la pèrdua del seu hàbitat natural.